# John Penn
John Penn (ur. 17 maja 1741 w Port Royal, Hrabstwo Caroline (Wirginia), 14 września 1788 zm. w Williamsboro) – amerykański polityk, delegat Kongresu Kontynentalnego ze stanu Karolina Północna, sygnatariusz Deklaracji Niepodległości Stanów Zjednoczonych.

## Życiorys
John Penn urodził się w pobliżu Port Royal (Hrabstwo Caroline) w kolonii Wirginia; pobierał naukę od prywatnych nauczycieli, studiował prawo, został przyjęty do palestry w 1762 r. i rozpoczął praktykę w Bowling Green, w Hrabstwie Caroline w stanie Wirginia;  w 1774 r. przeniósł się do Hrabstwa Granville w stanie Karolina Północna; członek Kongresu Kontynentalnego w latach 1775 - 1780; zmarł w pobliżu Williamsboro (Hrabstwo Granville) w stanie Karolina Północna.